# Rurouni Kenshin: Kyoto Taika-hen
Rurouni Kenshin: Kyoto Taika-hen (るろうに剣心 京都大火編) ou (Brasil: Samurai X: O Inferno de Kyoto ) é um filme japonês de ação, drama e aventura dirigido por Keishi Ōtomo e baseado no mangá Rurouni Kenshin.  É a sequência do filme Rurouni Kenshin de 2012.
No Japão o filme foi lançado em 1 de agosto de 2014, no Brasil o filme chegou através de DVD pela Focus Filmes em 23 de fevereiro de 2015.

## Enredo
Kenshin vive tranquilamente com Kaoru e seus amigos, mas é chamado pelo Governo do Imperador Meiji. Dez anos atrás, Shishio Makoto, um ex-assassino tal como Kenshin, havia sido traído, incendiado e deixado para morrer na Batalha de Toba-Fushimi. Ele sobreviveu e vai para Kyoto e se reúne com seus guerreiros numa conspiração para derrubar o novo governo. Contra a vontade de Kaoru, Kenshin aceita relutantemente ir até Kyoto, para ajudar a evitar que o país entre em uma guerra civil.

## Elenco
- Takeru Sato como Kenshin Himura
- Emi Takei como Kaoru Kamiya
- Munetaka Aoki como Sagara Sanosuke
- Kaito Ōyagi como Yahiko Myoujin
- Tatsuya Fujiwara como Makoto Shishio
- Ryunosuke Kamiki como Seta Soujirou[7]
- Yû Aoi como Megumi Takani
- Maryjun Takahashi como Yumi Komagata[8][9]
- Ryosuke Miura como Chou Sawagejou
- Yūsuke Iseya como Shinomori Aoshi
- Tao Tsuchiya como Makimachi Misao
- Yōsuke Eguchi como Hajime Saitō
- Min Tanaka como Kashiwazaki Nenji/Okina
- Masaharu Fukuyama como Seijuro Hiko

## Lançamento
No Japão o filme estreou nos cinemas em 1 de agosto de 2014 e foi lançado em DVD, em 17 de dezembro do mesmo ano. No Brasil o filme chegou através de DVD sob a distribuição de Focus Filmes em 26 de fevereiro de 2015 e também chegou a plataforma de streaming da Netflix em 15 de março do mesmo ano.

## Música
A canção Mighty Long Fall da banda One Ok Rock, foi apresentada no filme.

## Recepção
O filme foi bem recebido nas bilheterias mundiais, arrecadando um total de 52.9 milhões de dólares. O filme também ocupou o primeiro lugar nas bilheterias do Japão, durante sua primeira semana.